# Schwarzenberský palác (Neuer Markt)

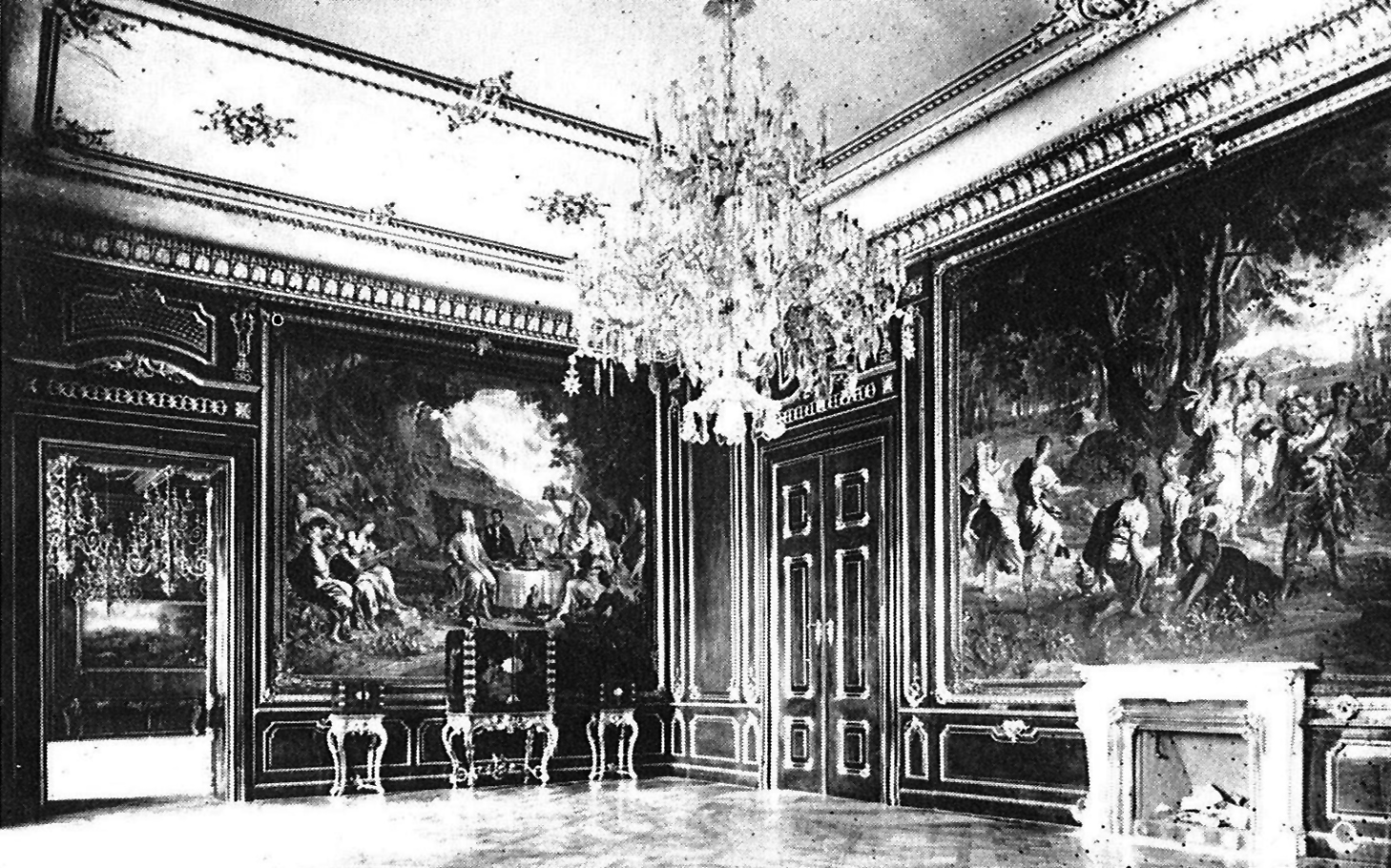
Gobelínový salón ve Schwarzenberském paláci

Schwarzenberský palác ve Vídni (německy Palais Schwarzenberg nebo Stadtpalais Schwarzenberg) je někdejší zimní palác knížecí rodiny Schwarzenberků na vídeňské ulici Neuer Markt č. 8 v 1. vídeňském obvodu Innere Stadt.

## Dějiny

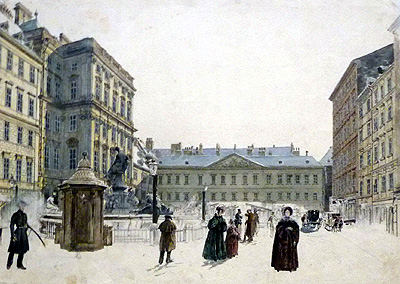
Neue Markt kolem roku 1832, v pozadí Schwarzenberský palác

Palác byl postaven po roce 1631 pro Johanna Baptistu Verdu von Verdenberga, pravděpodobně stavitelem Giovannim Battistou Carlonem. Jednalo se o architektonicky významnou raně barokní realizaci. Palác později užíval nejvyšší hofmistr Václav Eusebius z Lobkovic a roku 1688 jej koupil Ferdinand Vilém ze Schwarzenberku. Zřejmě od roku 1701 probíhala postupná přestavba paláce. Jejího plánování se mnoha velkorysými návrhy zúčastnili Domenico Martinelli, Johann Bernhard Fischer von Erlach i jeho syn Joseph Emanuel Fischer von Erlach, žádný z těchto projektů ovšem nebyl realizován. Rozlehlé dvoupatrové, luxusně zařízené a vyzdobené šlechtické sídlo s několika dvory zaujímalo až do své demolice v roce 1894 celou jižní stranu Neuer Marktu. Vzhledem k vysokému politickému postavení rodu Schwarzenberků byl tento zimní palác v čase Vídeňského kongresu i později v průběhu 19. století jedním ze středisek společenského života Vídně, zejména v období, kdy ve Vídni udávala společenský tón kněžna Paulina Klementina z Metternichu. Po odstranění Vídeňských hradeb oddělujících palác od Vnitřního Města (Innere Stadt), se stavební a modernizační proces rozšířil také na významnější ulice a náměstí Vnitřního Města (Kärntner Straße, Graben, Stephansplatz, Hoher Markt, Neuer Markt). Nízký palác sloužící již jen k reprezentačním účelům byl později nahrazen domy s nájemními byty.
Ve dnech 29. a 30. dubna 1798 bylo v paláci poprvé veřejně provedeno oratorium Josepha Haydna Stvoření (soukromá premiéra oratoria se konala na lobkovickém zámku Jezeří v severních Čechách).